# Yip Harburg
Pour les articles homonymes, voir Harburg.
Edgar Yipsel Harburg (8 avril 1896 – 5 mars 1981), plus connu sous le nom de E. Y. Harburg ou  Yip Harburg, est un parolier américain qui travailla avec nombre de compositeurs célèbres, comme Harold Arlen, Burton Lane, Vernon Duke et tant d'autres. Il écrivit les paroles de nombreuses chansons, comme Brother, Can You Spare a Dime?, April in Paris, It's Only a Paper Moon, ainsi que toutes celles du film The Wizard of Oz, dont la très populaire Over the Rainbow, interprétée par Judy Garland et qui reçut l'Oscar de la meilleure chanson originale en 1940. Yip Harburg est inscrit depuis 1972 au Songwriters Hall of Fame.

## Musiques de films
- 1935 : Le Gondolier de Broadway (Broadway Gondolier) de Lloyd Bacon